# Ruzette

Wapen van de familie Ruzette

Ruzette is de naam van een Zuid-Nederlandse adellijke familie.

## Geschiedenis
- Michel Ruzette was baljuw van Vloesberg en Lessen. 
  - Emmanuel-Joseph Ruzette werd door keizerin Maria Theresia in 1757 opgenomen in de erfelijke adel met de persoonlijke titel ridder.
    - Maximilien Marie Emmanuel Ruzette, heer van Aubermelz, Longpont, Manoir au Bois en Brabant, was luitenant bij het regiment d'Arberg, maire van Laken en voorzitter van het kanton Anderlecht in de Franse tijd. Hij trouwde met Catherine Le Queux.
      - Maximilien, Edouard en Alexis Ruzette werden in 1822 in de erfelijke adel erkend.

## Maximilien Ruzette

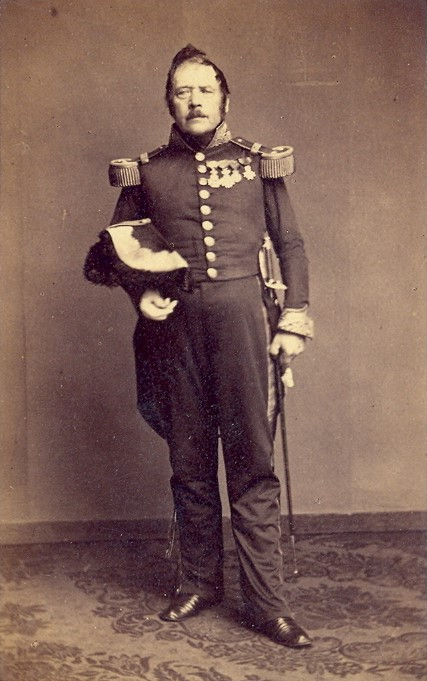
Général-major Maximilien Ruzette

Maximilien François Emmanuel Joseph Ruzette (Bergen, 27 juli 1793 - Sint-Joost-ten-Node, 18 december 1875) was een zoon van Maximilien Marie Emmanuel Ruzette (zie hierboven). 
Hij werd in 1822 onder het Verenigd Koninkrijk der Nederlanden erkend in de erfelijke adel met de titel ridder, overdraagbaar bij eerstgeboorte. Hij werd officier (École spéciale militaire de Saint-Cyr, klasse van 1812) en eindigde zijn carrière als generaal-majoor van het Belgische leger. Hij trouwde in 1834 in Houdeng-Aimeries met Wilhelmine de Wavrin de Villers-au-Tertre (1808-1887). Het echtpaar bleef kinderloos.
Een zus van hem, Adèle Ruzette (1799-1872), trouwde met Auguste Van de Walle (1798-1866), die eveneens in het jaar 1822, weliswaar niet erkend, maar wel opgenomen werd in de erfelijke adel. Auguste was advocaat en raadsheer in het hof van beroep in Gent.

## Edouard Ruzette
Edouard Pierre Joseph Ruzette (Laken, 19 september 1795 - Sint-Joost-ten-Node, 10 juni 1853), broer van bovengenoemde, officier in dienst van Frankrijk (lid van de erewacht van Napoleon I en lijfwacht van de graaf van Artois) en daarna van het Verenigd Koninkrijk der Nederlanden. In 1822 werd hij erkend in de erfelijke adel. Hij trouwde in 1832 met Eugénie de Ghelcke (1810-1870). Ze kregen een zoon en een dochter.
- Alix Ruzette (1833-1895), trouwde in 1861 in Sint-Joost-ten-Node met Jules Behaghel (1822-1883), raadsheer in het hof van beroep in Brussel. Ze kregen een zoon, ridder Gaston Behaghel de Bueren, advocaat, schepen van Gontrode, burgemeester van Ruien, provincieraadslid van Oost-Vlaanderen, volksvertegenwoordiger en senator.
- Léon Ruzette (1836-1901), arrondissementscommissaris van Ieper en gouverneur van West-Vlaanderen. In 1877 kreeg hij de titel ridder, overdraagbaar op alle mannelijke afstammelingen en in 1888 de titel baron, overdraagbaar bij eerstgeboorte. Hij trouwde in 1864 in Sint-Joost-ten-Node met Félicie d'Anethan (1838-1901), dochter van Félix d'Anethan, staalfabrikant, gedeputeerde van Luxemburg en lid van de Tweede Kamer. Ze hadden een enige zoon. In 1878 werd hij uit zijn functie van gouverneur gezet, als gevolg van een regeringswissel. Hij werd datzelfde jaar gemeenteraadslid van Brugge en in 1884 werd hij verkozen tot volksvertegenwoordiger. De liberalen waren in die verkiezingen verslagen door de katholieken en hij werd onmiddellijk weer opnieuw gouverneur van West-Vlaanderen, wat hij bleef tot aan zijn dood. 
  - Albert Ruzette (Sint-Joost-ten-Node, 22 juli 1866 - Brugge, 25 mei 1929), promoveerde tot doctor in de rechten en werd advocaat en stafhouder van de Brugse balie. Hij werd provincieraadslid (1892), volksvertegenwoordiger (1902), gouverneur van West-Vlaanderen (1907), opnieuw volksvertegenwoordiger (1912), senator (1913) en vicevoorzitter van de Senaat (1928) en minister van Landbouw en van Openbare Werken (1918-1925). Hij trouwde in 1892 in Koolkerke met Berthe van Caloen de Basseghem (1869-1952), schepen van Moregem. Het echtpaar kreeg zeven zoons en vier dochters, onder wie vier zoons die voor
    - Etienne Ruzette (1894-1960), die de baronstitel erfde, ambassadeur en adjunct-kabinetschef van de koning, trouwde in 1921 in Namen met Marthe Visart de Bocarmé (1898-1969), dochter van Ferdinand Visart de Bocarmé, burgemeester van Émines. Ze kregen drie zoons en twee dochters, met afstammelingen tot heden.
    - Marguerite-Marie Ruzette (1895-1951), trouwde in 1920 in Brussel met Philippe Powis de Tenbossche (1892-1976). Ze kregen twee zoons en drie dochters, met afstammelingen tot heden.
    - Walther Ruzette (1898-1982), majoor tijdens de Eerste Wereldoorlog, trouwde in 1920 in Ramegnies-Chin met Simone de Villers Grandchamps (1901-1995), dochter van Fernand de Villers Grandchamps, majoor bij de infanterie. Ze kregen drie zoons en twee dochters, met afstammelingen tot heden.
    - Jacques Ruzette (1900-1974), advocaat en schepen van Moregem, trouwde in 1927 in Brussel met barones Sabine Nothomb (1904-1992). Ze kregen een zoon en vier dochters, maar geen verdere mannelijke afstammelingen.
    - Suzanne Ruzette (1902-1990), trouwde in 1923 in Brussel met baron Jean de Loën d'Enschedé (1900-1974). Ze kregen een zoon en een dochter, met afstammelingen tot heden.
    - Christian Ruzette (1903-1989), belangrijk verzetsman tijdens de Tweede Wereldoorlog, trouwde in 1928 in Brugge met Ghislaine de Brouwer (1907-1992). Ze kregen een zoon en vier dochters, met afstammelingen tot heden.
    - Marie-Madeleine Ruzette (1905-1984), trouwde in 1928 in Brussel met Arnold de Kerchove d'Ousselghem (1906-1979). Ze kregen drie zoons en twee dochters, met afstammelingen tot heden.
    - Anne-Marie Ruzette (1907-1990), trouwde in 1926 in Brugge met Joseph de Potter d'Indoye (1901-1986). Ze kregen een zoon en vier dochters, met afstammelingen tot heden. afstammelingen zorgden.

## Alexis Ruzette
Emmanuel Alexis Ghislain Ruzette (Laken, 2 februari 1799 - Brussel, 16 oktober 1824), broer van de twee bovengenoemden, werd in 1822 erkend in de erfelijke adel. Hij bleef ongehuwd en stierf jong.